# Gianni Rocca
Gianni Rocca (Torino, 22 ottobre 1927 – Roma, 20 febbraio 2006) è stato un giornalista italiano.

## Biografia
Nato a Torino nel 1927, partecipò giovanissimo alla Resistenza e si iscrisse al Partito Comunista Italiano. Iniziò la carriera giornalistica collaborando con alcune piccole testate piemontesi, in particolare Biella Oggi. Passò poi all'edizione torinese de l'Unità, in una redazione che ospitava, soprattutto nelle pagine culturali, alcune delle firme più prestigiose dell'epoca, da Cesare Pavese a Italo Calvino, da Raimondo Luraghi a Paolo Spriano, da Massimo Mila a Raf Vallone. Divenne caporedattore e fu chiamato a Roma, alla redazione dell'edizione nazionale.
Tornato a Torino, fece parte del gruppo che nel 1956, in dissenso con la linea ufficiale del partito, condannò l'intervento armato dell'Unione Sovietica che pose fine alla rivoluzione ungherese. Lasciato il partito, lavorò per Paese Sera, quotidiano di Roma, da cui si dimise quando la direzione "censurò" il lavoro del notista politico Fausto De Luca.
Dopo Paese Sera, collaborò con diversi quotidiani e periodici come Italia domani e Telesera per approdare infine a Il Giorno di Milano, diretto da Italo Pietra, con la carica di capo della redazione romana. All'inizio degli anni settanta fu chiamato dall'allora presidente dell'Eni, Raffaele Girotti, a svolgere il ruolo di capo ufficio stampa e responsabile delle relazioni esterne dell'Ente. Nel corso di quell'esperienza, nel 1972 fondò la rivista aziendale dell'Eni, Ecos (1972-2002).
Nel 1975 Eugenio Scalfari lo coinvolse nel gruppo dei fondatori de La Repubblica. Fu uno dei tre primi redattori capo e divenne poi vicedirettore, con Mario Pirani e Giampaolo Pansa, e infine condirettore del giornale, carica che mantenne fino al 1996.
A partire dagli anni ottanta si dedicò, accanto alla professione giornalistica, a opere di riflessione storica, riguardanti soprattutto la seconda guerra mondiale in Italia. I suoi libri riscossero un notevole successo editoriale.
Nel 1996 riprese la collaborazione con l'Unità. Del 1996-1997 sono le ventisei dispense Gli anni della Prima Repubblica – Cinquant'anni di storia italiana, edite da l'Unità.
Morì a Roma, a settantotto anni, nel 2006.

## Opere
- Cadorna, il generalissimo di Caporetto, Collezione Le Scie, Milano, Mondadori, 1985, ISBN 978-88-0428-4543.
- Fucilate gli ammiragli. La tragedia della Marina italiana nella seconda guerra mondiale, Collezione Le Scie, Milano, Mondadori, 1987, ISBN 978-88-0433-826-0.
- Stalin, quel "meraviglioso georgiano", Collezione Le Scie, Milano, Mondadori, 1988, ISBN 978-88-0434-363-9.
- I disperati. La tragedia dell'Aeronautica italiana nella seconda guerra mondiale, Collezione Le Scie, Milano, Mondadori, 1991, ISBN 978-88-0433-826-0. - Castelvecchi, Roma, 2015.
- Avanti, Savoia! Miti e disfatte che fecero l'Italia 1848-1866, Collezione Le Scie, Mondadori, 1993, ISBN 978-88-0437-465-7.
- Il piccolo caporale. Napoleone alla conquista dell'Italia 1796-97 e 1800, Milano, Mondadori, 1996, ISBN 978-88-0441-049-2.
- L'Italia invasa (1943-1945), Collezione Le Scie, Milano, Mondadori, 1998, ISBN 978-88-0442-125-2.
- Caro revisionista ti scrivo…, Collana Primo piano, Roma, Editori Riuniti, 1998, ISBN 978-88-3594-583-3.